# Il coniglio nei guai
Il coniglio nei guai (Broom-Stick Bunny) è un film del 1956 diretto da Chuck Jones. È un cortometraggio d'animazione della serie Looney Tunes, uscito negli Stati Uniti d'America il 25 febbraio 1956. Rappresenta il primo lavoro della doppiatrice June Foray per la Warner Bros., oltre che la sua prima collaborazione con Jones, per il quale lavorerà anche dopo la chiusura dello studio d'animazione della Warner. È stato distribuito in DVD anche con il titolo Bugs Bunny e la Strega Hazel.

## Trama
È la notte di Halloween e la strega Hazel sta preparando un infuso magico, fermandosi ogni tanto per chiedere al suo specchio magico chi sia "la più brutta del reame" in quanto ha paura di diventare più bella con il passare degli anni; il rischio è scongiurato finché il genio nello specchio le risponde che la più brutta è lei. Nel frattempo Bugs Bunny sta facendo dolcetto o scherzetto mascherato da strega e arriva a casa di Hazel, che lo scambia per una vera strega. Quando lo specchio le dice che la più brutta ora è Bugs, Hazel invita Bugs a prendere il tè per fargli bere un elisir di bellezza. Bugs sta per bere, quando si ricorda che indossa ancora la maschera e se la toglie. Vedendo che il suo "rivale" è un coniglio, Hazel consulta la ricetta dell'infuso che sta preparando e legge che uno degli ingredienti è la clavicola di un coniglio. La strega si mette quindi a inseguire Bugs per tutta la casa per ucciderlo, finché non lo attira con una carota e lo lega. Hazel si prepara a uccidere Bugs, ma il coniglio la fissa con uno sguardo molto triste e la strega si mette a piangere, dicendogli che le ricorda la sua tarantola Paul. Bugs cerca di confortarla portandole la tazza che contiene l'elisir di bellezza, che Hazel beve inconsapevolmente trasformandosi in una donna bellissima. Hazel, inorridita dalla sua nuova forma, si precipita verso lo specchio magico facendogli la solita domanda, ma stavolta il genio si innamora di lei e si lancia fuori dallo specchio per afferrarla. Mentre Hazel vola via sulla sua scopa, inseguita dal genio su un tappeto magico, Bugs chiama il comando antiaereo descrivendo la scena.

## Distribuzione

### Edizione italiana
Il doppiaggio italiano del corto fu eseguito dalla Time Out Cin.ca nel 1999 per la trasmissione televisiva.

### Edizioni home video

#### Laserdisc
- Looney Tunes After Dark (3 febbraio 1993)

#### DVD e Blu-ray Disc
Una volta restaurato il corto fu pubblicato in DVD-Video in America del Nord nel primo disco della raccolta Looney Tunes Golden Collection: Volume 2 (intitolato Bugs Bunny Masterpieces) distribuita il 2 novembre 2004, dove è visibile anche con un commento audio di June Foray e con la colonna internazionale; il DVD fu pubblicato in Italia il 16 marzo 2005 nella collana Looney Tunes Collection, con il titolo Bugs Bunny: Volume 2. Fu poi incluso nel primo disco della raccolta DVD Looney Tunes Spotlight Collection Volume 6, uscita in America del Nord il 21 ottobre 2008. In Italia invece fu inserito nel DVD Bugs Bunny della collana I tuoi amici a cartoni animati!, uscito il 15 novembre 2011. Quindi fu inserito (nuovamente con le tracce audio alternative) nel secondo disco della raccolta Looney Tunes Platinum Collection: Volume One, uscita in America del Nord in Blu-ray Disc il 15 novembre 2011 e in DVD il 3 luglio 2012. Infine fu incluso anche nel primo DVD della raccolta 50 cartoons da collezione - Looney Tunes della collana Il meglio di Warner Bros., uscita in America del Nord il 25 giugno 2013 e in Italia il 5 dicembre.